# Piper PA-48 Enforcer
El Piper PA-48 Enforcer es un avión ligero de ataque a tierra y apoyo aéreo cercano propulsado por un motor turbohélice y construido por la compañía estadounidense Piper Aircraft. Fue el último desarrollo del North American P-51 Mustang, caza de la Segunda Guerra Mundial.

## Desarrollo
El concepto del Enforcer fue originalmente creado por David Lindsay, diseñador de la Cavalier Aircraft Corporation radicada en Sarasota, Florida a partir del diseño básico de una versión del P-51D Mustang que esta empresa construía al haber comprado en 1956 el certificado de tipo a la firma North American; estos aparatos estaban destinados al Programa de Ayuda Militar (MAP) de Estados Unidos. 
Entre 1967 y 1968 Cavalier desarrolló por propia iniciativa un Mustang II, aparato destinado a tareas de contrainsurgencia, y con un motor Rolls-Royce Merlin fabricado por Packard de 1.760 cv. Más tarde en respuesta al programa PAVE COIN de la Fuerza Aérea de los Estados Unidos, la compañía decidió mejorar tanto el F-51 Mustang como el Mustang II mediante una versión más avanzada, con planta motriz a turbohélice.
En principio se construyó un prototipo denominado Turbo Mustang III propulsado por un turbohélice Rolls-Royce Dart que más tarde fue sustituido por un Avco Lycoming T-55 L-9.
No consiguió apoyos para producir en serie el Enforcer, por lo que el programa fue adquirido por Piper Aircraft Corporation a Lindsay en 1970 . Esta empresa fue quien hizo volar el primer prototipo con motor Lycoming, el 29 de abril de 1971 bajo la designación Piper Enforcer.
En 1968, en respuesta a una búsqueda de la Fuerza Aérea para un avión de contrainsurgencia (COIN) para luchar en el sudeste asiático, Lindsay presentó el Turbo Mustang III. Lo que surgió en el año 1971 fue el PA-48 Enforcer. La idea tenía sentido: su menor velocidad y autonomía le permitía patrullar sobre la selva para proporcionar apoyo aéreo o detectar guerrilleros. El diseño era también son más barato y con menos mantenimiento que un avión convencional. Si un P-51 costaba $51.000 en 1945 (675.000 a precio actualizado) el Enforcer habría costado alrededor de un millón de dólares. Un A-10 Warthog costaba casi $19 millones..
No obstante un Mustang modernizado para COIN no sonaba bien a la USAF. El P-51 había ganado su reputación como un caza de superioridad aérea ya que era rápido, maniobrable y con suficientemente radio de acción para escoltar a los bombarderos B-17 y B-24. Pero debido a su fuselaje más ligero y su motor refrigerado por líquido se descubrió pronto que no era el avión de ataque a tierra ideal. La USAAF descubrió que el P-47 Thunderbolt era más pesado, menos maniobrable pero notablemente más resistente y apto para misiones de ataque al suelo. Desafortunadamente la USAF se libró del P-47 Thunderbolt al acabar la Segunda Guerra Mundial, lo que significó que los P-51 Mustang fueron empleados para el ataque al suelo en Corea. Los P-51 sufrieron grandes pérdidas y ganaron mala reputación.
El diseño fue repotenciado con un motor Lycoming T55, se instaló un asiento de eyección y otras mejoras. Aunque el PA-48 se parecía a un Mustang la mayoría de sus componentes eran nuevos. Era más lento que P-51 pero el PA-48 podía transportar muchas más bombas o cohetes.
En la década de 1970 se promocionó el Enforcer no sólo como un avión COIN sino también avión de ataque a tierra de la USAF. Ese papel fue asignado al A-10, el avión de ataque a tierra principal.
Lindsay presionó persistentemente al Congreso para que la Fuerza Aérea le otorgara a Piper un contrato en 1981 para construir dos prototipos PA-48 para su evaluación. Las pruebas indicaron que el Enforcer era fácil de operar y mantener, pero concluyeron que tenía poca potencia, carecía de maniobrabilidad con una carga completa de bombas y era demasiado frágil. Además en comparación con un A-10 cualquier avión parecería frágil, pero era cierto que la defensa aérea se había vuelto más hostil y letal para un avión diseñado en los años 40.
El PA-48 habría sido más barato, pero ésta virtud tiene sus raíces en un momento en que la vida humana era más barata y los aviones de la Segunda Guerra Mundial y sus pilotos cayeron por docenas en una guerra masiva de desgaste.

## Especificaciones
Referencia datos: Jane's All The World's Aircraft 1982–83

### Características generales
- Tripulación: 1 piloto
- Longitud: 10,41 m
- Envergadura: 12,60 m
- Altura: 2,67 m
- Superficie alar: 22,8 m²
- Peso vacío: 3.266 kg
- Peso máximo al despegue: 6.350 kg
- Planta motriz: 1× turbohélice Lycoming YT55-L-9.
  - Potencia: 1831 kW (2455 HP; 2489 CV)
- Hélices: 1× cuatripala por motor.

### Rendimiento
- Velocidad nunca excedida (Vne): 647 km/h (402 MPH; 349 kt)
- Velocidad máxima operativa (Vno): 556 km/h (345 MPH; 300 kt) a 4.575 m de altitud
- Velocidad crucero (Vc): 408 km/h (254 MPH; 220 kt)
- Velocidad de entrada en pérdida (Vs): 183 km/h (114 MPH; 99 kt)
- Radio de acción: 740 m (2428 ft) con dos contenedores de cañones calibre 30 mm
- Techo de vuelo: 6096 m (20 000 ft)
- Régimen de ascenso: 26,1 m/s (5138 ft/min)

### Armamento
- Puntos de anclaje: 10 pilones subalares con una capacidad de 2.576 kg, para cargar una combinación de:
  - Ametralladoras y cañones de varios calibres en contenedores externos
  - Diversos tipos de municiones lanzables como bombas y cohetes

### Desarrollos relacionados
- P-51 Mustang
- Cavalier Mustang

### Aeronaves similares
- Embraer EMB 314 Super Tucano
- Pilatus PC-9